# Pavel Klíma
Pavel Klíma (* 26. května 1971 Tábor) je český politik, pedagog, výtvarník a dlouholetý ředitel školy, od roku 2021 poslanec Poslanecké sněmovny PČR, v letech 2016 až 2024 zastupitel Jihočeského kraje (v letech 2020 až 2024 navíc náměstek hejtmana), od roku 2006 zastupitel městyse Malšice na Táborsku, člen TOP 09.

## Život
V letech 1991 až 1996 vystudoval učitelství českého jazyka a výtvarné výchovy na Pedagogické fakultě Jihočeské univerzity v Českých Budějovicích (získal titul Mgr.). V letech 1996 až 2003 učil tyto dva předměty na 5. ZŠ v Táboře. Od roku 2003 byl ředitelem základní a mateřské školy v městyse Malšice na Táborsku.
Jako aktivní výtvarník připravil několik dobročinných akcí uměleckých děl na podporu Domácího hospice Jordán v Táboře a působí také jako kurátor Galerie Malšice. Je členem výtvarné skupiny KOSA a členem Asociace jihočeských výtvarníků. Angažuje se rovněž v kauze těžby bentonitu mezi malšickými místními částmi Maršov a Obora, kde se snaží zabránit zásadním dopadům těžby na obyvatele přilehlých obcí.
Pavel Klíma je ženatý a má tři děti. Žije v městyse Malšice na Táborsku, konkrétně v místní části Obora.

## Politické působení
Od roku 2014 je členem TOP 09, od června 2015 působí ve straně jako místopředseda jihočeského krajského výboru. Na 5. sněmu strany v listopadu 2017 byl zvolen členem předsednictva strany, získal 163 hlasů. Funkci zastával do listopadu 2019.
Do politiky vstoupil, když byl v komunálních volbách v roce 2006 zvolen jako nezávislý zastupitelem městyse Malšice na Táborsku na kandidátce subjektu VENKOV. Ve volbách v roce 2010 mandát obhájil, když jako nezávislý vedl kandidátku subjektu SNK-MALŠICKO. Potřetí byl do zastupitelstva zvolen ve volbách v roce 2014, tentokrát vedl jako člen TOP 09 kandidátku subjektu malšicko.kvalitně.cz a získal nejvyšší počet preferenčních hlasů. Ve volbách v roce 2018 post zastupitele městyse rovněž obhájil, tentokrát z pozice lídra kandidátky TOP 09. V komunálních volbách v roce 2022 kandidoval do zastupitelstva Malšic z posledního 11. místa kandidátky subjektu „Nezávislí s podporou TOP 09“. Vlivem preferenčních hlasů však skončil druhý, a obhájil tak mandát zastupitele městyse.
V krajských volbách v roce 2016 byl zvolen jako člen TOP 09 zastupitelem Jihočeského kraje, když kandidoval za uskupení PRO JIŽNÍ ČECHY (tj. STAN, HOPB a TOP 09). Obdržel druhý nejvyšší počet preferenčních hlasů a momentálně zastává funkci předsedy ve Výboru pro výchovu, vzdělávání a zaměstnanost. 
Ve volbách do Senátu PČR v roce 2016 kandidoval za TOP 09 v obvodu č. 13 – Tábor. Se ziskem 12,04 % hlasů skončil na 5. místě a do druhého kola nepostoupil. Ve volbách do Poslanecké sněmovny PČR v roce 2017 byl lídrem TOP 09 v Jihočeském kraji, ale neuspěl. Přeskočil ho druhý na kandidátce nestraník František Vácha, který ho porazil o 200 preferenčních hlasů.
V krajských volbách v roce 2020 obhájil jako člen TOP 09 na kandidátce subjektu „TOP 09 a KDU-ČSL – Společně pro jižní Čechy“ post zastupitele Jihočeského kraje. Dne 3. listopadu 2020 se navíc stal náměstkem hejtmana Jihočeského kraje pro školství, sport a veřejné zakázky.
Ve volbách do Poslanecké sněmovny PČR v roce 2021 kandidoval z pozice člena TOP 09 na 4. místě kandidátky koalice SPOLU (tj. ODS, KDU-ČSL a TOP 09) v Jihočeském kraji. Vlivem 6 006 preferenčních hlasů skončil čtvrtý a stal se poslancem.
V krajských volbách v roce 2024 obhajoval jako člen TOP 09 post zastupitele Jihočeského kraje, a to jako lídr na kandidátce subjektu „Společně pro jižní Čechy - TOP 09, KDU-ČSL, Tábor 2020“, ale neuspěl. Uskupení získalo jen 4,45 % hlasů, do krajského zastupitelstva se nedostalo, a mandát krajského zastupitele se mu tak nepodařilo obhájit.